# Andreas Tews
Andreas Tews  (Rostock, 1968. szeptember 11. –) olimpiai bajnok német ökölvívó.
A volt Kelet-Németországban született és tízévesen kezdett bokszolni. 1985-ben mindössze 17 évesen nyerte első NDK bajnoki címét és 1987-ben 18 és fél évesen lett Európa-bajnok.Első nemzetközi sikerét az 1986-os koppenhágai ifjúsági Európa-bajnokságon érte el, ezüstérmet nyert. Az 1988-as szöuli olimpián az NDK csapatában versenyezve szintén ezüstérmes volt. Az újraegyesítés után már az egyesült Németországnak szerzett olimpiai aranyérmet 1992-ben. Sikerei csúcsán, alig 24 évesen hagyott fel az ökölvívással. Felmerült, hogy profi ökölvívókarrierbe kezd, de végül is elutasította a hamburgi Universum Box Promotion nevű profi klub ajánlatát. Tews  nős, egy leánya és egy fia van. Jelenleg Hamburgban és egy középiskolában testnevelést tanít.

## Amatőr eredményei
- 1987-ben Európa-bajnok légsúlyban.
- 1988-ban ezüstérmes az olimpián légsúlyban.
- 1991-ben  bronzérmes az Európa-bajnokságon harmatsúlyban.
- 1992-ben olimpiai bajnok pehelysúlyban.
- háromszoros NDK-bajnok (1985, 1987, 1989) és kétszeres német bajnok (1991, 1992).